# Đàm Thanh
Đàm Thanh (1939-2003) là nhạc sĩ người Việt Nam. Ông là người dân tộc Tày.

## Tiểu sử
Đàm Thanh học Trường Âm nhạc Việt Nam từ năm 1957. Vào năm 1961, ông về công tác tại Đoàn Văn Công Nhân dân Khu tự trị Việt Bắc. Năm 1963, ông vào Tây Nguyên, sáng tác và chỉ đạo nghệ thuật tại Đoàn Văn công Đắk Lắk. Từ năm 1987, Đàm Thanh trở về Đoàn Ca múa dân gian Việt Bắc (chính là Đoàn Văn công Nhân dân Khu tự trị Việt Bắc trước kia). Ông công tác ở đó cho đến ngày nghỉ hưu.

## Các sáng tác
Đàm Thanh đã sáng tác:
- Nhạc cho múa
- Nhạc cho kịch, đáng chú ý là các vở tiếng Tày:

- Kim Đồng
- Bác kỹ sư 

- Nhiều ca khúc trong Tuyển chọn ca khúc Đàm Thanh như:

- Cánh chim báo tin vui
- Anh quân bưu vui tính
- Tôi là Lê Anh Nuôi
- Con trâu
- Cánh đồng mùa gặt
- Con voi một ngà
- Bài ca lái xe đêm